# Cryptopimpla ecarinata
Cryptopimpla ecarinata är en stekelart som beskrevs av Henry Keith Townes, Jr. 1978. Cryptopimpla ecarinata ingår i släktet Cryptopimpla och familjen brokparasitsteklar. Utöver nominatformen finns också underarten C. e. nigrifemur.